# Estats de les Muntanyes de Simla
Els estats de les Muntanyes de Simla (Simla Hill States) fou una sèrie d'estat natius a les muntanyes Simla, rodejant l'estació de Simla. Limitaven a l'est per les muntanyes de l'Himàlaia, al nord per les muntanyes i vall de Spiti i Kulu; a l'oest pel Sutlej i el districte de Kangra; al sud-oest per la plana d'Ambala i al sud-est per Dehra Dun i Tehri. Els estats estaven sota autoritat d'un superintendent subordinat al govern del Panjab, primer el comissionat de la divisió d'Amnbala i després el subcomissionat del districte de Simla, formant un grup dins els Estats Natius del Panjab amb els quals foren reunits el 1933 per formar l'agència dels Estats del Panjab sota un agent. Els principals estats tenien plens poder excepte per sentències de mort que requerien confirmació del superintendent, càrrec que el 1901 exercia ex officio el subcomissionat del districte de Simla. En total hi havia 28 estats el 1901 dels que 13 estaven administrats pels britànics degut a minories i incapacitats: a 4 (Bija, Kunihar, Madhan i Mailog) hi havia administració per consells d'estat; a Dhadi el poder estava en mans d'un parent del sobirà; a Tharoch estava en mans del wazir; a Bilaspur, Jubbal, Bashahr, Kumharsain i Kanethi governaven oficials natius al servei dels britànics anomenats managers; a Baghal governava un germà del darrer cap junt amb un oficial designat pel govern britànic; i a Kuthar el manager era un membre de la família reial de Suket.
El 1881 la llista d'estats era de 23:
- - Bilaspur (abans Kahlur = Kehloor)
  - Bashahr
  - Nalagarh (Hindoor o Hindur)
  - Suket
  - Keunthal
  - Baghal
  - Jabbal o Jubbal
  - Bhajji o Bhaji
  - Kumharsain
  - Mailog o Mahlog o Mahilog
  - Baghat
  - Balsan
  - Kuthar
  - Dhami
  - Taroch o Tiroch
  - Sangri
  - Kunhiar o Kunihar o Kunahair
  - Bija o Beja
  - Mangal
  - Rawai
  - Darkoti o Darkuti
  - Dadhi (abans feudatari de Tharoch, després de Bashahr i el 1896 de Jubbal)

Suket fou separat d'aquesta jurisdicció, i altres estats que apareixen esmentats són:
- Khaneti
- Delath
- Rawingarh (feudatari de Jubbal)
- Gundh (feudatari de Kheontal)
- Koti (feudatari de Kheontal)
- Kiari (feudatari de Kheontal)
- Ratesh o Kot (feudatari de Kheontal)
- Theog (feudatari de Kheontal)
- Siba

Dins l'actual districte de Simla hi ha els següents estats: Balsan, Bushahr, Bhaji i Kot, Darkoti, Tharoch i Dhadi, Kumharsain, Khaneti i Delath, Dhami, Jubbal, Keothal, Rawingarh, Ratesh, Sangri, i tres més.